# جامعة خاركوف الوطنية للاقتصاد الوطني
جامعة خاركوف الوطنية للاقتصاد الوطني مؤسسة تعليم عالي أوكرانية، (بالأوكرانية: Харківський національний університет міського господарства імені О. М. Бекетова) هي جامعة تقع في خاركيف أوبلاست، أوكرانيا. تأسست هذه الجامعة في سنة 1922